# Матлокит
Матлоки́т (англ. matlockite) — редкий минерал класса галогенидов, фторхлорид свинца с кристаллической структурой цепочечного типа. Назван в честь города Матлок в Дербишире, Англия, в окрестностях которого он был впервые найден. Матлокит дал название группе редких минералов аналогичной структуры.
Экземпляр большого размера, 10 см в поперечнике, найденный в Дербишире, хранится в коллекции Американского музея природоведения. 7-сантиметровый экземпляр находится в собрании музея и художественной галереи Дерби. Вероятно, первое упоминание минерала содержится в книге 1802 года The Mineralogy of Derbyshire with a Description of the most Interesting Mines, в которой автор рядом с описанием фосгенита даёт описание минерала, крайне похожего на матлокит. Название же матлокиту дал Грег (Greg) в 1851 году. Со времени открытия минерал был найден в разных местах — в Аризоне, Греции, Германии, Южной Африке, Перу, Чили, Австралии, Австрии, Франции и Италии.